# Joseph Allison (político)
Joseph Allison foi um político sul-africano (Boer), nascido na Colónia do Cabo. Em 1851, ele foi secretário do Residente Britânico e do Conselho Legislativo da Soberania do Rio Orange. A partir do momento em que o território ganhou independência como Estado Livre de Orange, Allison tornou-se membro da Volksraad, secretário do governo (1862 – 1863), tesoureiro, e brevemente presidente em exercício do Estado Livre de Orange em 1863, após o presidente Pretorius ter deixado o estado. Allison tinha fortes simpatias britânicas.